# Anna-Lena Pihl
Anna-Lena Pihl, född 30 december 1964, är en svensk före detta handbollsmålvakt, som spelade handboll på elitnivå i nära 30 år. Hon var även friidrottare på elitnivå och har tävlat för Sverige i spjutkastning i finnkampen. (personligt rekord 54 meter – troligen 54,56).

## Klubbkarriär
Anna-Lena Pihl började spela handboll för Skade IF, i Gävle, 15 år gammal (1979). Klubben gick till SM-final och man förlorade i två raka mot Stockholmspolisen. Pihl spelade för Skade IF till de trillade ur allsvenskan 1983. Då gick hon till Silving Troja som spelade allsvenskt. Anna-Lena Pihl hade kommit in på GIH på Bosön och flyttade då till Stockholm. Hon spelade för Silving-Troja och förlorade ännu en SM-final. Efter finalen 1984 drog sig Silwing Troja ur damallsvenskan av ekonomiska skäl och Pihl bytte klubb till Spårvägen HF. I slutet av 1980-talet bytte hon till Stockholmspolisen och Pihl var med och förlorade ännu en SM-final. Hon är den enda spelaren som förlorat SM-finaler med tre olika klubbar. 1988–1989 blev hon Årets handbollsspelare i Sverige. Klubbkarriären fortsatte i Stockholmspolisen och 1990 äntligen vann Anna-Lena Pihl sitt enda SM Guld med Stockholmspolisen. Sen blev Skuru IK ny klubbadress innan det åter blev Stockholmspolisen och slutligen Spårvägen igen.

## Landslagskarriär
Anna-Lena Pihl debuterade 1983 i landslaget mot Danmark då hon var 19 år gammal och spelade för HK Silwing/Troja. Det dröjde sedan till 1987 innan hon fick nästa uppdrag för landslaget, där hon var ordinarie i en tioårsperiod. Sammanlagt spelade hon 113 landskamper enligt den gamla statstiken.Medan hon spelade 122 för Sverige med 2 lagda mål enligt den nya statistiken. Hon slutade egentligen i landslaget 1997 då hon ansågs för gammal. Men sju år senare inför EM 2004 gjorde hon comeback i landslaget 40 år gammal. Då hade hon haft en allvarlig ryggskada 1998 och en hälseneruptur men tränat sig tillbaka till landslaget. Hon spelade då för Stockholmspolisen och i en klassisk artikel "Konstapel Pihl i buren" i Svenska Dagbladet 25 oktober 2005 av Johanna Garå skildras hennes handbollskarriär med 22 säsonger i elitserien och över 500 matcher. Efter 2004 blev det inga fler landskamper. Hon är stor tjej.
Anna-Lena Pihls karriär slutade inte där utan karriären i elitserien fortsatte till 2010 och blev 31 säsonger. Sista klubben blev Spårvägen 2006–2008 efter att Stockholmspolisen åkt ur serien 2006. Hon gjorde sedan några inhopp 2009 i serien och 2010 i slutspelet i matcherna Skuru IK mot Eslöv. Det betyder att hon spelat i 5 decennier i allsvenskan/elitserien, 1970-,1980-,1990-,00- och 2010-talet.